# Morciano di Romagna
Morciano di Romagna là một đô thị của tỉnh Rimini ở vùng Emilia-Romagna. It is about 120 km về phía đông nam của Bologna và khoảng 15 km về phía đông nam của Rimini. Tại thời điểm ngày 31 tháng 12 năm 2004, đô thị này có 6.241 người và diện tích là 5,5 km².

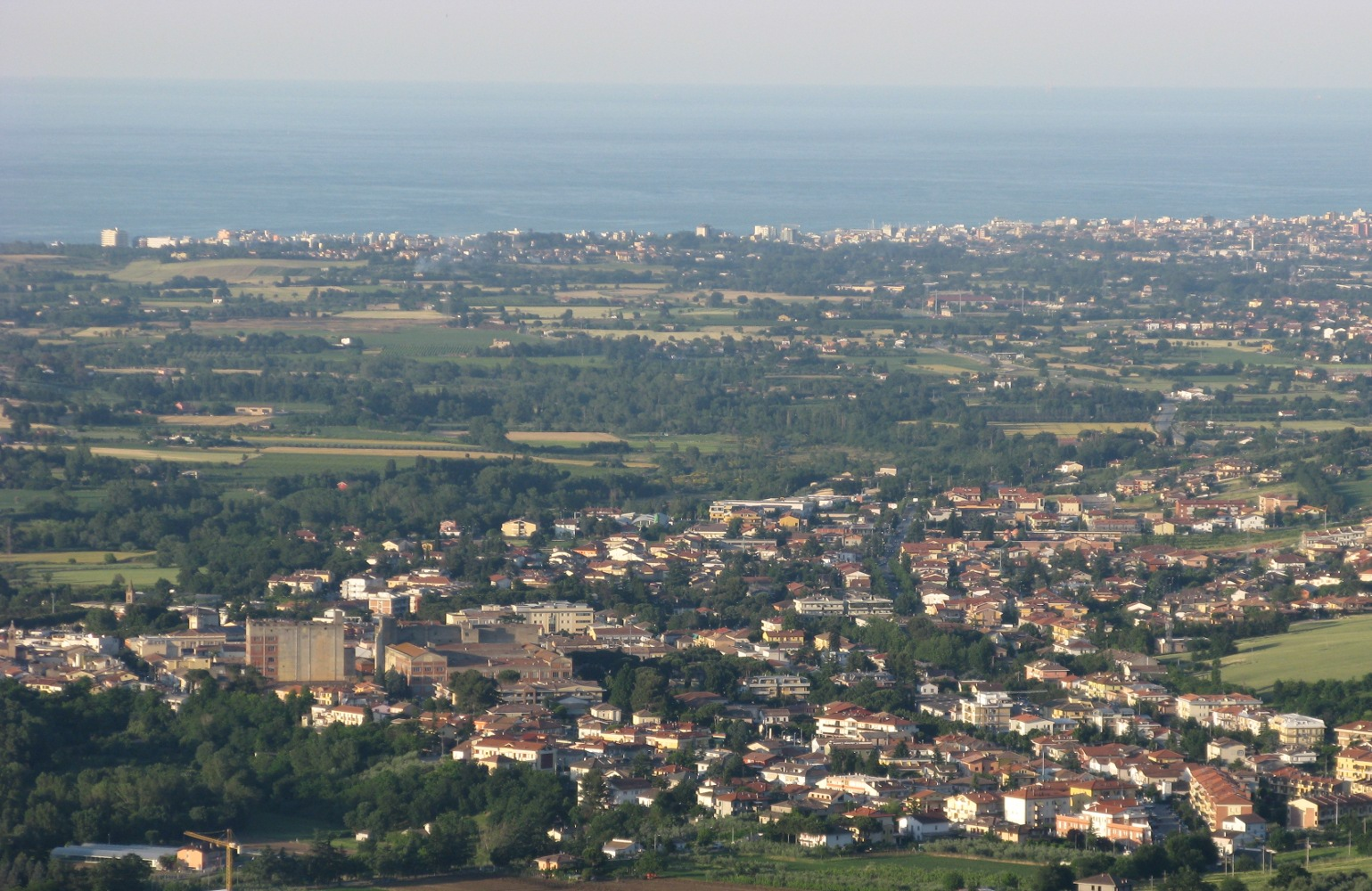
Morciano di Romagna.

Morciano di Romagna giáp các đô thị: Montefiore Conca, Saludecio, San Clemente, San Giovanni in Marignano.